# 吳适 (崇禎進士)
吳适（1604年—1663年），字幼洪，明朝亡後，自称南國廢人，蘇州府长洲县人，明末官員。崇禎十年進士。

## 生平
崇祯九年（1636年）丙子科應天鄉試第五十二名舉人，崇祯十年（1637年）丁丑科會試第一百九名，廷試三甲九名進士。吏部觀政，本年六月授浙江衢州府推官，十二年本省文武同考，十五年江西同考，撫按會舉卓異，奉旨紀錄優擢，共十二次，十六年行取，十七年七月考選，九月考兵科給事中，弘光元年升兵科右。与吏部侍郎蔡奕琛不合，又因弹劾馬士英之黨方國安，被以沮挠军务，又以“東林後劲，復社渠魁”下狱，不久南京陷落，脱身归乡。順治三年（1646年）被人举荐仕清，行至中途而返回。家居十七年，因母亲去世，哀伤而卒，年五十。

## 家族
曾祖吴滔，贈文林郎襄阳知县；祖吴之佳，庚辰進士，刑科都給事中，赠太仆少卿；父吴承科，廪例监生。母徐氏，封太孺人。
元配申氏，贈孺人；继娶顾氏，封孺人。子吴瞻，康熙癸丑进士。第四子吴谌，乙卯科順天舉人。